# السوق (الملاح)

تعديل مصدري - تعديل

السوق هي إحدى قرى عزلة الملاح بمديرية الملاح التابعة لمحافظة لحج، بلغ تعداد سكانها 1068 نسمة حسب تعداد اليمن لعام 2004.